# Muscle of Love
Muscle of Love —en español: Músculo del amor— es el séptimo álbum de estudio lanzado en 1973 por la banda original de Alice Cooper. Se trata de un álbum conceptual que abarca temáticas sobre la adolescencia y su angustia, la vida en las calles de la ciudad de Nueva York y la prostitución masculina.
Muscle of Love recibió reseñas diversas por parte de la crítica especializada. Lenny Kaye, escribiendo para Rolling Stone, afirmó que la banda había empezado a perder el foco en relación con su dirección musical. Phonographic Record publicó una nota negativa y recalcó que le había sido imposible a la agrupación superar el hecho de que Bob Ezrin no fuera más su productor. Creem, sin embargo, se refirió al disco como un "magnífico esfuerzo".

## Lista de canciones
1. "Big Apple Dreamin' (Hippo)" (Alice Cooper, Glen Buxton, Michael Bruce, Dennis Dunaway, Neal Smith) - 5:10
2. "Never Been Sold Before" (Cooper, Buxton, Bruce, Dunaway, Smith) - 4:28
3. "Hard Hearted Alice" (Cooper, Bruce) - 4:53
4. "Crazy Little Child" (Cooper, Bruce) - 5:03
5. "Working Up a Sweat" (Cooper, Bruce) - 3:32
6. "Muscle of Love" (Cooper, Bruce) - 3:45
7. "Man With the Golden Gun" (Cooper, Buxton, Bruce, Dunaway, Smith) - 4:12
8. "Teenage Lament '74" (Cooper, Smith) - 3:53
9. "Woman Machine" (Cooper, Buxton, Bruce, Dunaway, Smith) - 4:31

## Personal
- Alice Cooper – voz
- Glen Buxton – guitarra
- Michael Bruce – guitarra
- Dennis Dunaway – bajo
- Neal Smith – batería